# Antijudaizmus
Az antijudaizmus a zsidóellenesség teológiai érvekkel alátámasztott változata, amely nem etnikai vagy rasszista, hanem vallási alapon utasítja el az izraelita vallást és követőit. A gondolkodás szekularizációja következtében jelentősége visszaszorult, de egyes elemei napjainkban is tovább élnek a zsidóellenes sztereotípiákban.

## Az antijudaizmus és antiszemitizmus kapcsolata
Nem azonos az antiszemitizmussal, hiszen nem faji alapú érvekkel dolgozik. Teológiai és vallási érvelésével azonban megágyazott ennek az gondolkodásnak. Egy antijudaistának egy megkeresztelkedett zsidó megszűnik zsidó lenni. Egy antiszemita számára azonban a zsidó származású személy identitásválasztásától függetlenül zsidónak minősül.
A kutatók egy része úgy véli, hogy az antijudaizmus és a modern antiszemitizmus alapvetően eltérő jelenségek. Az antiszemitizmus kutatás egy másik irányzata viszont az antijudaizmust teszi felelőssé a ma is létező zsidóellenességért. Eszerint a zsidóellenességnek a legkülönbözőbb történeti korszakokban való megjelenése azért lehetséges, mert alapjában a keresztény világ önképéhez tartozik a zsidó-keresztény ellentét. Az érvelés szerint a  Holokauszt érzelmi hajtóerejét is ez a teológiai alapvetés tette lehetővé.
Súlyos kérdés, mennyiben vonható felelőssé az antijudaizmus, így részben a keresztény egyházak is, a Holokausztért. A tudomány véleménye ebben a kérdésben megoszlik. Az antijudaizmus – ahogy a keresztény vallás sem – nem faji kategóriákban gondolkodik, azonban téves hiedelmei és zsidóságképe miatt megkönnyítette a nyíltan antiszemita politika társadalmi elfogadását. És még jóval a modern politikai antiszemitizmus megjelenése előtt az antijudaizmus számos zsidók elleni pogromnak nyújtott szellemi megalapozást és adott szabad kezet. A középkori gettók felállítása is ebbe a gondolkodásba illeszkedett.
A zsidó vallás- és a zsidóellenesség azonban egyértelműen kereszténység előtti jelenség, tanúsítja ezt a Zsidó Bibliában is olvasható Eszter könyvének története.

## Az antijudaizmus szellemi bázisa
Az antijudaizmus teológiai alaptétele a Krisztus gyilkosság vádja. E vád miatt – szól az antijudaista érvelés - Izrael népét Isten elvetette, helyébe pedig az új vallás hívei és az egyház lépett. Ez utóbbi az ún. behelyettesítő teológia.
Ez az értelmezés a III—VI. századtól terjedt el a keresztény Európa gondolkodásában. Elsősorban Aranyszájú Szent János és Szent Ágoston írásai nyomán. Az antijudaizmus kialakulásában meghatározó szerepe volt annak, hogy a kereszténység Római Birodalomban és a később kialakuló királyságokban államvallássá, így kizárólagossá vált. A nem keresztények, köztük a zsidók, nem válhattak teljes jogú állampolgárokká sem a birodalomban, sem a megszülető keresztény királyságokban.
Az antijudaista gondolkodás tovább élt a reformáció idején megjelenő új keresztény egyházakban is. Sőt, a protestáns keresztény egyházak számára a régen elvetett Izraelhez immáron a  Róma központú, „pápista” egyház is hozzátartozott.
A zsidóellenes teológiai értelmezések elsősorban az Újszövetségre (főképp pedig  János evangéliumára) hivatkoznak, ezeket azonban a modern Újszövetség tanulmányok a zsidókkal szembeni előítéletes gondolkodás termékeinek tekintik, és azt hangsúlyozzák, hogy maga a szöveg önmagában véve nem antijudaista.

## Antijudaizmus a második világháború után
A Holokauszt szörnyűséges tapasztalata gyökeres fordulatot eredményezett a kereszténység zsidósághoz fűződő viszonyában, így judaizmusról alkotott gondolkodásában is. Először az 1947-es seelisbergi konferencián a protestáns egyházak fordultak zsidó testvéreik felé. Majd a II. vatikáni zsinaton a Katolikus Egyház elítélte az antiszemitizmust, és elvetette az istengyilkosság vádját – amely az alapját képezte az antijudaizmusnak. A II. vatikáni zsinat Nostra aetate című dokumentumát számos zsidóságot elismerő egyházi megnyilatkozás, dokumentum és szimbolikus gesztus követte. A legemlékezetesebb II. János Pál pápa 2000-ben tett szentföldi útja során elmondott bocsánatkérő beszéde volt. A történelmi keresztény egyházak második háború utáni alapvetései után elmondható immáron, hogy nem csak az számít keresztényellenesnek, aki antiszemita, hanem az antijudaista gondolkodó is szembemegy az egyházi elvekkel.
Magyarországon a keresztény-zsidó vallásközi párbeszéd intézményes alapja az a Keresztény-Zsidó Társaság. Ez a szervezet az 1988-ban létrejött Keresztény-Ökumenikus Baráti Társaság Hebraisztikai-Judaisztikai Munkacsoport égisze alatt alakult meg. A párbeszéd hivatalos egyházi fóruma a Keresztény-Zsidó Tanács, ahol a keresztény és a zsidó egyházak képviselői vesznek részt. Fontos munkát végez még e tekintetben a Barankovics István Alapítvány szervezeteként működő BIMA Izraelita Műhely és a Keresztény Értelmiségiek Szövetsége, és számos egyházi közösség (mint a Nyolc Boldogság katolikus közösség vagy a Szent Egyed közösség).
A Magyar Katolikus Püspöki Konferencia és a Magyarországi Egyházak Ökumenikus Tanácsa 1994. november 24-én közös nyilatkozatot adott ki, melyben elítélte az antiszemitizmus és a diszkrimináció minden megnyilatkozását (így az antijudaizmus ellen is). A dokumentumban többek között a következő áll: „Az évforduló alkalmával meg kell állapítanunk, hogy ebben a tragédiában nemcsak az esztelen gonoszság képviselőit terhelte felelősség, hanem azokat is, akik bár egyházaink tagjainak vallották magukat, mégis félelemből, gyávaságból vagy megalkuvásból nem emelték fel szavukat zsidó embertársaink tömeges megalázása, elhurcolása és meggyilkolása ellen”.
Azóta a történelmi keresztény egyházak részéről számos más az antiszemitizmust és az antijudaizmust elítélő megnyilatkozás látott napvilágot. Bár elmondható, hogy a történelmi keresztény egyházak, így azok magyarországi szervezeteinek vezetésben immáron nincs jelen sem az antijudaizmus, sem az antiszemitizmus, azok alsó rétegeiben még megtalálható. A majd’ 2000 éves antijudaista propaganda után 40 év még kevés volt ahhoz, hogy a régi beidegződéseket az egyház és a keresztény vallásos világ teljesen levetkőzze magáról.

## Külső hivatkozások
- Antijudaizmus szócikk. Kereszténydemokrácia Tudásbázis, Barankovics István Alapítvány Archiválva 2014. október 25-i dátummal a Wayback Machine-ben
- Szécsi József: Keresztény antijudaizmus-antiszemitizmus egykor és ma. Forrás: Egyházfórum.hu Archiválva 2014. október 24-i dátummal a Wayback Machine-ben
- Gábor György: Fejezetek az antik és középkori metafizikai antijudaizmus történetéből